# Larry Dolan
Pour les articles homonymes, voir Dolan.
Lawrence J. Dolan dit Larry Dolan, né le 8 février 1931 à Cleveland Heights (Ohio) et mort le 23 février 2025, est un avocat propriétaire de la franchise de ligue majeure de baseball des Guardians de Cleveland depuis 2000.

## Biographie
Diplômé de l'Université Notre-Dame en 1956, Larry est un passionné de baseball qu'il pratique au poste de receveur en scolaire, en universitaire, puis en ligue amateur au sein de la Cleveland Baseball Federation.
En 1998, il monte avec son frère Charles un groupe d'investisseurs comprenant également l'acteur Bill Cosby et l'entraîneur Don Shula pour acheter la franchise de football américain de la NFL des Browns de Cleveland. L'offre concurrente d'Al Lerner remporte les droits des Browns.
Il achète la franchise des Indians de Cleveland en 2000 à Richard Jacobs pour la somme de 323 millions de dollars. Jacobs a fait l'acquisition des Indians pour 35 millions de dollars en 1986.
Il est le père de l'homme politique Matt Dolan.